# 新亞歷山德里夫卡 (葉拉涅茨市鎮)
47°33′56″N 31°56′46″E / 47.56556°N 31.94611°E
新亞歷山德里夫卡（烏克蘭語：Новоолександрівка），是烏克蘭的村落，位於該國南部尼古拉耶夫州，由沃兹涅先斯克区的葉拉涅茨市鎮負責管轄，始建於1921年，面積0.47平方公里，海拔高度85米，2001年人口245，人口密度每平方公里521.3人。